# کوه کومار
کوه کومار یک کوه و تپه است که در عراق واقع شده‌است.